# خدنگچه
خدنگچه (نام علمی: Crossarchus) نام یک سرده از تیره خدنگ است.

## گونه‌ها
- خدنگچه آنگولایی, Crossarchus ansorgei
- خدنگچه اسکندر, Crossarchus alexandri
- خدنگچه سرتخت, Crossarchus platycephalus
- خدنگچه معمولی, Crossarchus obscurus